# Rosário Farâni Mansur Guérios
Rosário Farâni Mansur Guérios (Curitiba, 10 de setembro de 1907 – 31 de agosto de 1987) foi um professor, advogado, escritor, ensaísta, jornalista, catedrático, filósofo, filólogo e linguista brasileiro.

## Vida e obra
Foi membro da Academia Paranaense de Letras (cadeira 39) e da Academia Brasileira de Filologia.
Escreveu artigos sobre as línguas portuguesa, árabe, italiana e espanhola, figurando como um dos grandes gramáticos paranaenses. Entre 1945 e 1966 ministrou a disciplina de português da então Escola Técnica Federal do Paraná (ETFPR).
Em sua homenagem, a biblioteca do Campus Curitiba da Universidade Tecnológica Federal do Paraná (UTFPR) foi nomeada  como Biblioteca Professor Rosário Farâni Mansur Guérios.

## Obras
- Pontos de Gramática Histórica Portuguesa, São Paulo 1937
- Pontos de Método da Fonética Histórica, Curitiba 1939
- Estudos sobre a língua caingangue. Notas histórico-comparativas. Dialeto de Palmas e dialeto de Tibagí, Paraná, in: Arquivos do Museu Paranaense 2,1942, p. 97–178
- Português Ginasial, São Paulo 1944
- Estudos sobre a língua Camacã, in: Arquivos do Museu Paranaense 4, 1945, p. 291–320
- Português Colegial, São Paulo 1947
- Dicionário das tribos e línguas indígenas da América meridional, 2 Volumes, A-Cax, Curitiba 1948–1949
- Dicionário etimológico de nomes e sobrenomes, Curitiba 1949, São Paulo 1973, 1981
- Tabus lingüísticos, Rio de Janeiro/São Paulo 1956, 1979 (ursprünglich ab 1942 fortlaufend in Zeitschriften)
- A nomenclatura gramatical brasileira definida e exemplificada, São Paulo 1960
- Dicionário Cultural da Língua Portuguesa, 4 Bde., Curitiba 1967 (prefácio de Bento Munhoz da Rocha)
- Dicionário de etimologias da língua portuguesa, São Paulo 1979 (206 páginas)

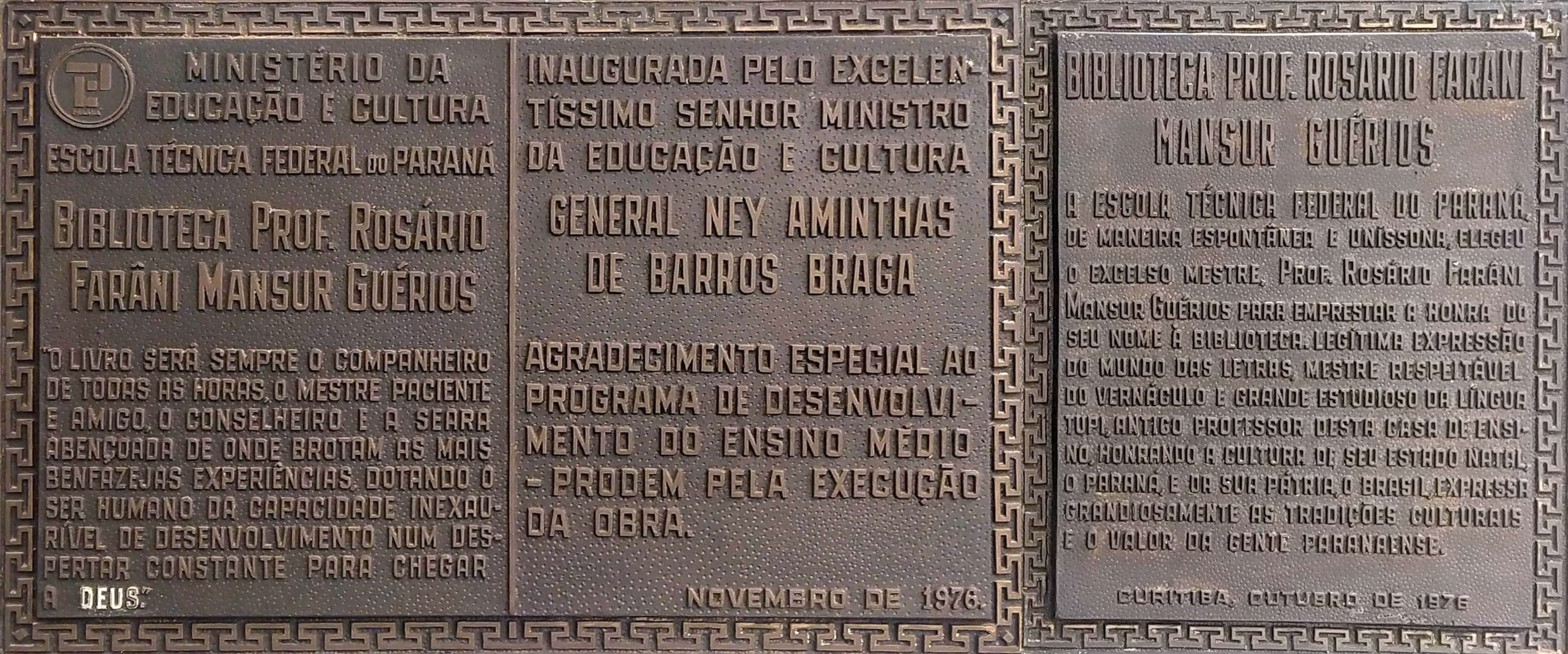
Placas na Biblioteca Professor Rosário Farâni Mansur Guérios